# Monte (Madeira)

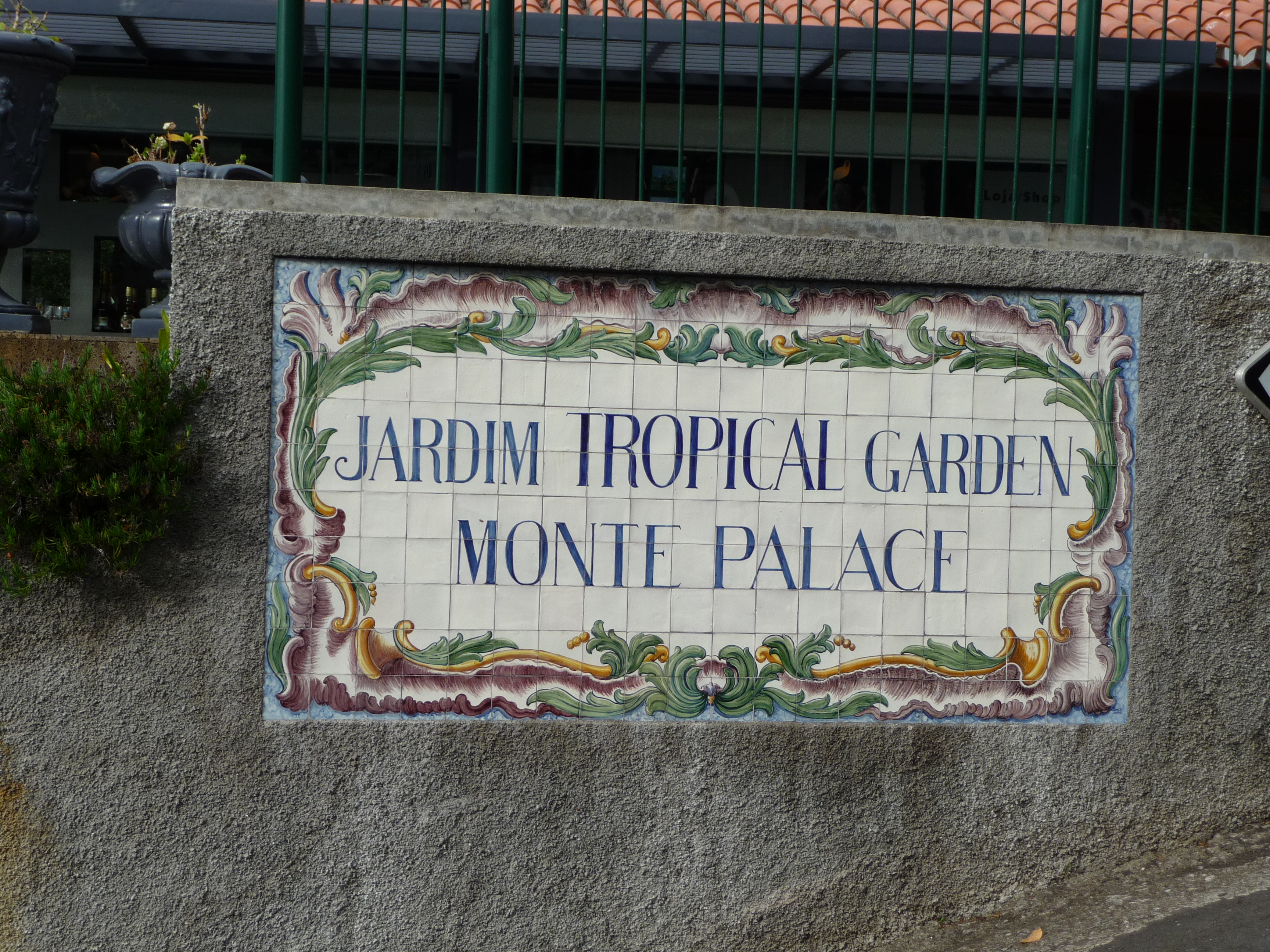
Azulejo Montéban, a Trópusi Kert bejáratánál

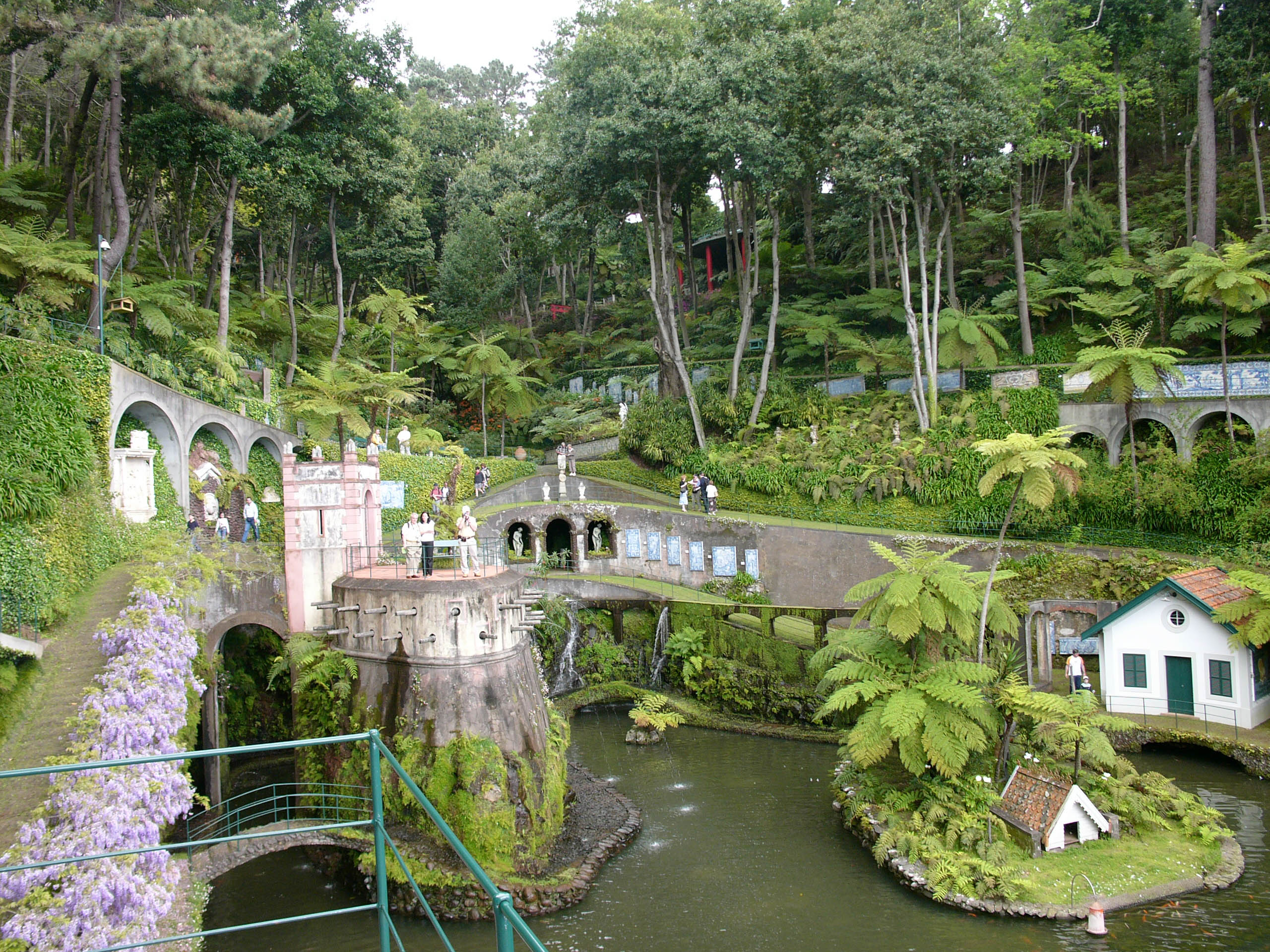
A Trópusi Kert csempeképei

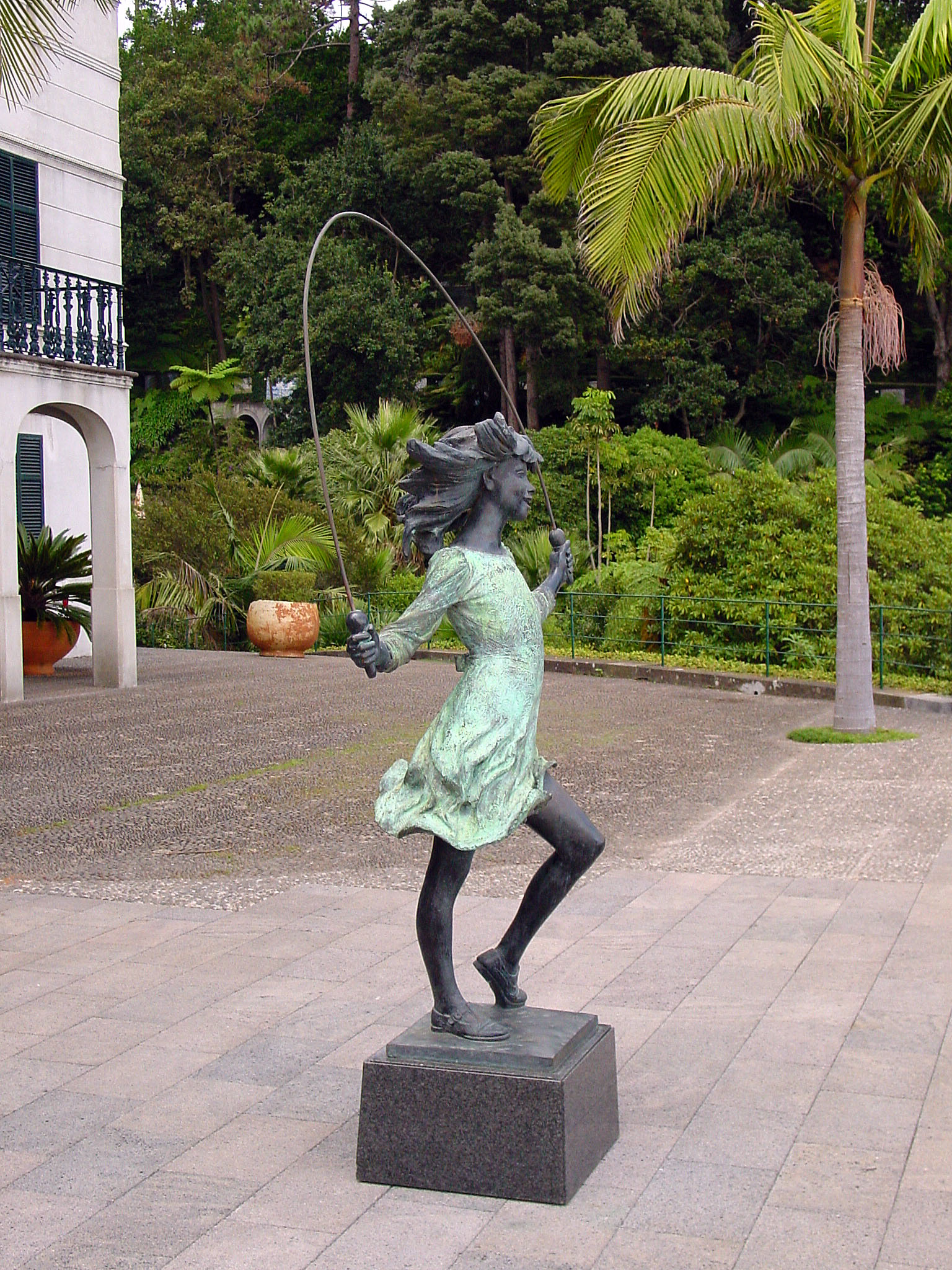
Az ugróköteles kislány szobra a Trópusi Kertben

Monte egy Funchallal gyakorlatilag egybeépült falu Madeira szigetének Funchal járásában, a főváros fölötti hegyoldalon.

## Közlekedés
A fővárosból közúton autóval vagy a 20-as, illetve 21-es városi busszal vagy a tengerpartról induló kabinos felvonóval juthatunk fel a faluba. Lefelé van egy harmadik megoldás is: a sziget egyik fő nevezetességének hirdetett kosárszán (tobogán).
A szánok útvonala mintegy két kilométer hosszú; a szánok alsó végállomása Funchal Livramento külvárosában van. Innen még  jó három kilométernyi séta lefelé a belváros (vagy mehetünk taxival).
A felvonó fölső végállomásáról mintegy 150 fokos panoráma nyílik Funchalra és az óceánra. Innen rövid sétaút vezet egy másik, kisebb felvonó felső végállomásához: ezzel a felvonóval a funchali botanikus kerthez juthatunk el. A sétaútból könnyen, jól járható turistaút ágazik ki, és vezet a sziget talán legkönnyebben járható levadájához, amely mintegy hat kilométeres és helyenként igen látványos úton Funchal északkeleti, Palheiro Ferreiro nevű külvárosáig vezet.
A második világháború előtt a fővárosból kisvasút vitt föl a hegyre (Funchalból Montén át Terreiro da Lutába), de a háborús fémigények kielégítésére a szigetet megszálló angolok fölszedték és beolvasztották a síneket. Az egykori kisvasút fölső végállomása máig megtekinthető; egy megmaradt mozdonyt Funchalban, a Szent Katalin parkban állítottak ki.

## Trópusi kert
A felvonó végállomása és a Miasszonyunk temploma között található a Trópusi kert néven is ismert botanikus kert (Jardim de Monte Palace).
Nyitva: H–Sz: 9:00–18:00; belépő 12.50 euró (ezért jár egy pohárka Madeira is).

### Története
Charles Murrey madeirai angol konzul valamikor az 1700-as években vásárolta meg az ingatlant, amit takaros villává alakíttatott át. Később ezt Quinta do Prazer néven kezdték emlegetni.
A 19. század második felében a quinta többször is gazdát cserélt; a sziget leggazdagabb családai nagyra értékelték a város központjától kellőképp távol álló úrilakot. 1897-ben Alfredo Guilherme Rodrigues vette meg a birtokot, és a Rajna partján látott paloták mintájára jelentősen kibővíttette az épületet, amit idővel szállodává alakítottak: ez lett a Monte Palace Hotel. A szálloda fő vonzereje a panoráma volt: a lakók pillantása előtt feltárult a teljes Édeskömény-öböl, benne Funchallal. vendégei többnyire a szigetre látogató portugál és külföldi előkelőségek voltak. Amikor a tulajdonos 1943-ban meghalt, örökösei nem akarták tovább üzemeltetni a szállót, és azt eladták a Caixa Económica do Funchal banknak. A bank 1987-ben adta el az ingatlant José Manuel Rodriguez Berardónak, aki bevitte a vagyont az általa létrehozott José Berardo Alapítványba. Az alapítvány nemcsak a kert növényzetét bővítette, de a főépületet is felújította.

### Növényzete, állatvilága
- A park különlegességei a fokföldi és ázsiai cikászok (páfránypálmák), amiknek számos faját összegyűjtötték itt.
- A kert büszkeségei közé tartoznak az ezeréves olajfák.
- A két tóban (a főépülettől keletre, illetve délre) aranyhalak élnek.
- A nagy tó mintegy féltucat hattyúnak is otthont ad.

### Díszítményei
A fák alatt és a mesterséges barlangokban furcsa díszeket, régi kőfaragványokat, azulejokat és kínai vázákat helyeztek el. A kert bejáratát márványból faragott oroszlánok vigyázzák.
A japánkertet kerámiavázák és szamurájszobrok ékítik: a központi tó déli partján áll a világ legmagasabb kerámiavázája, ami a Guinness Rekordok Könyvében is szerepel.
A japánkertben négy nagy, egyenként 7 m magas és 6 m széles tabló a négy őselemet mutatja be.
Egy 166 terrakotta képecskéből álló tabló Japán és a portugál felfedezők kapcsolatát mutatja be.

### Történelmi bemutató
Az északkeleti bejárat alatt kezdődő tanösvény negyven nagy azulejója a portugál történelmet mutatja be uralkodónként, illetve köztársaságonként egy-egy, kisebb képekre tagolt tablóval.

### Tematikus gyűjtemények
- A kert délnyugati részén Madeira endemikus növényeit mutatják be.
- Az északkeleti részt japánkertté alakították.
- A cikászokat az északi negyedben találjuk.
- A főépülettől délre orchideákat, még délebbre egy kis tavacskában vízinövényeket gyűjtöttek össze.

### Kiállításai
A park két állandó kiállítása:
- féldrágakövek és díszítőkövek;
- modern zimbabwei szobrászművészet.

### Keleti kert
Monte botanikus kertjének részgyűjteménye a Keleti kert. Nevét onnan kapta, hogy a központi épület csempeképei a portugál-japán kapcsolatok történetét mutatják be a 16. századtól napjainkig.

## Miasszonyunk temploma
A helybéli legenda szerint még a 16. században történt, hogy a Monte fölötti Terreiro da Lutában a Szűzanya megjelent egy kis pásztorlánykának, aki be is számolt erről szüleinek, ám ők nem hittek neki. Mivel a jelenés többször is megismétlődött, az apa elhatározta, hogy utánajár a dolognak, és titkon követte lányát, amikor az fölterelte a jószágot a hegyre. A jelenést nem látta ugyan, de talált egy Madonna-szobrot. A „Nossa Senhora do Monte” templom azon a helyen áll, ahol az apa a szobrot találta, építését a 18. században kezdték el, a főoltáron, ezüst tartóban helyezték el a Montei Szűz kis szobrát. Minden augusztus 15-én, Mária mennybemenetelének napján a madeiraiak a sziget patrónáját ünneplik. Ilyenkor gazdagon feldíszítik a templomot, ahová messze földről érkeznek a zarándokok.
A templom a funchali kikötőből is jól látható, a bejárata mellett kétoldalt azulejók díszítik a falat. A templom egyik oldalkápolnájában temették el IV. Károlyt, az utolsó magyar királyt és osztrák császárt, akit azóta boldoggá avattak, szobra a bejárat előtti teraszon áll. (Károly családostól itt, a „Quinta do Monte” villában töltötte élete utolsó fél évét.)
A templom alatti utcából indulnak a tobogánok.

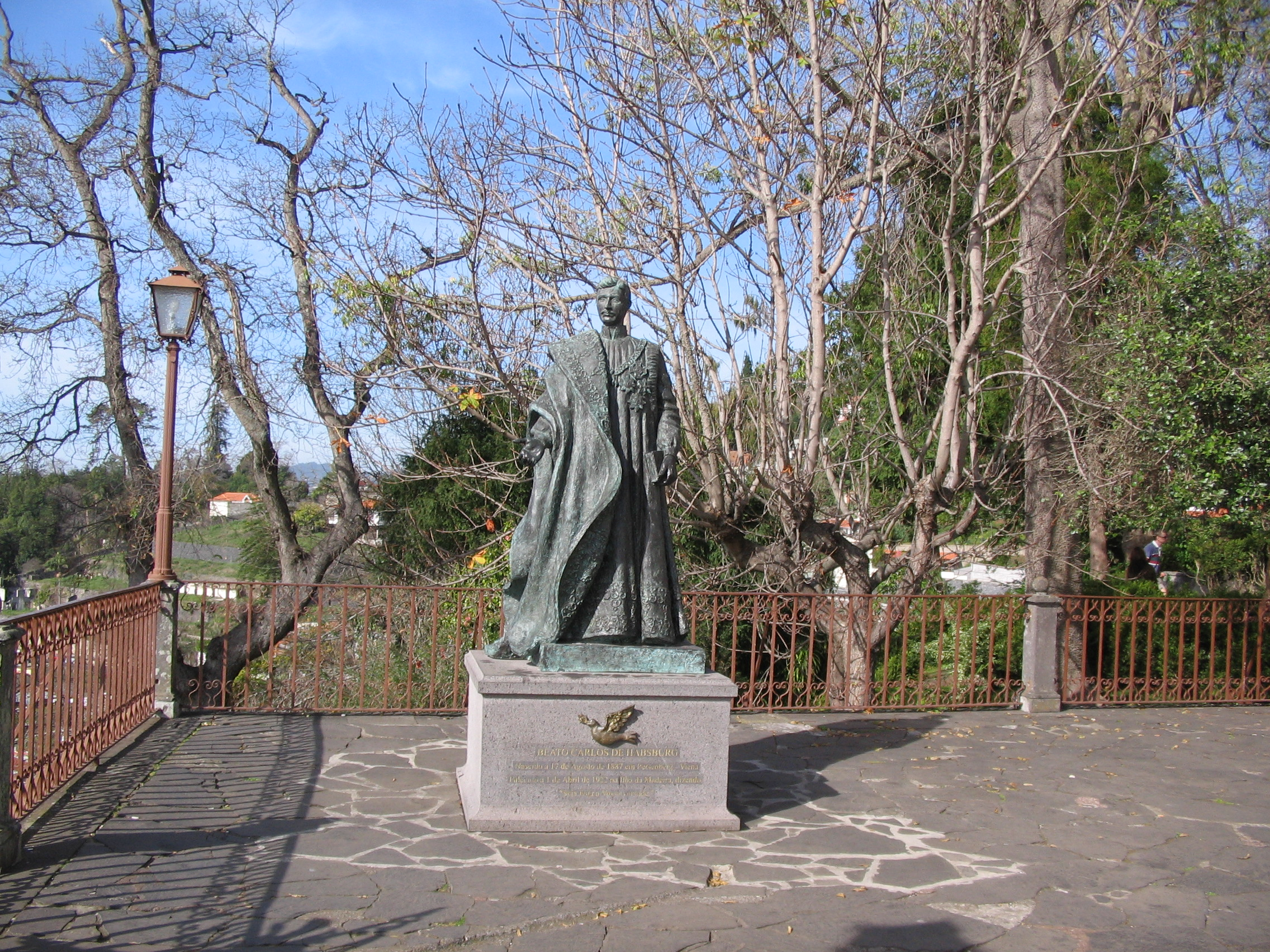
IV. Károly magyar király szobra a Miasszonyunk temploma előtt
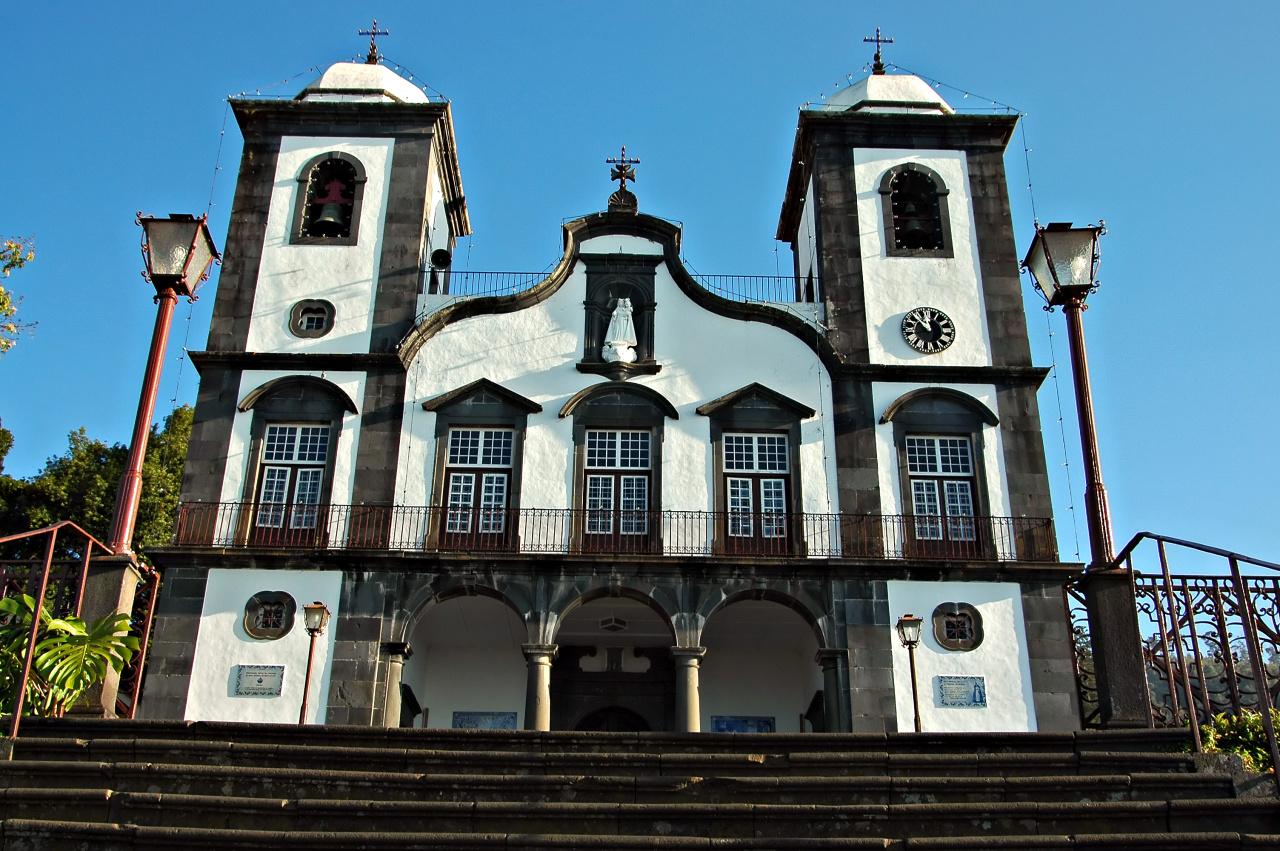
Miasszonyunk temploma Montéban
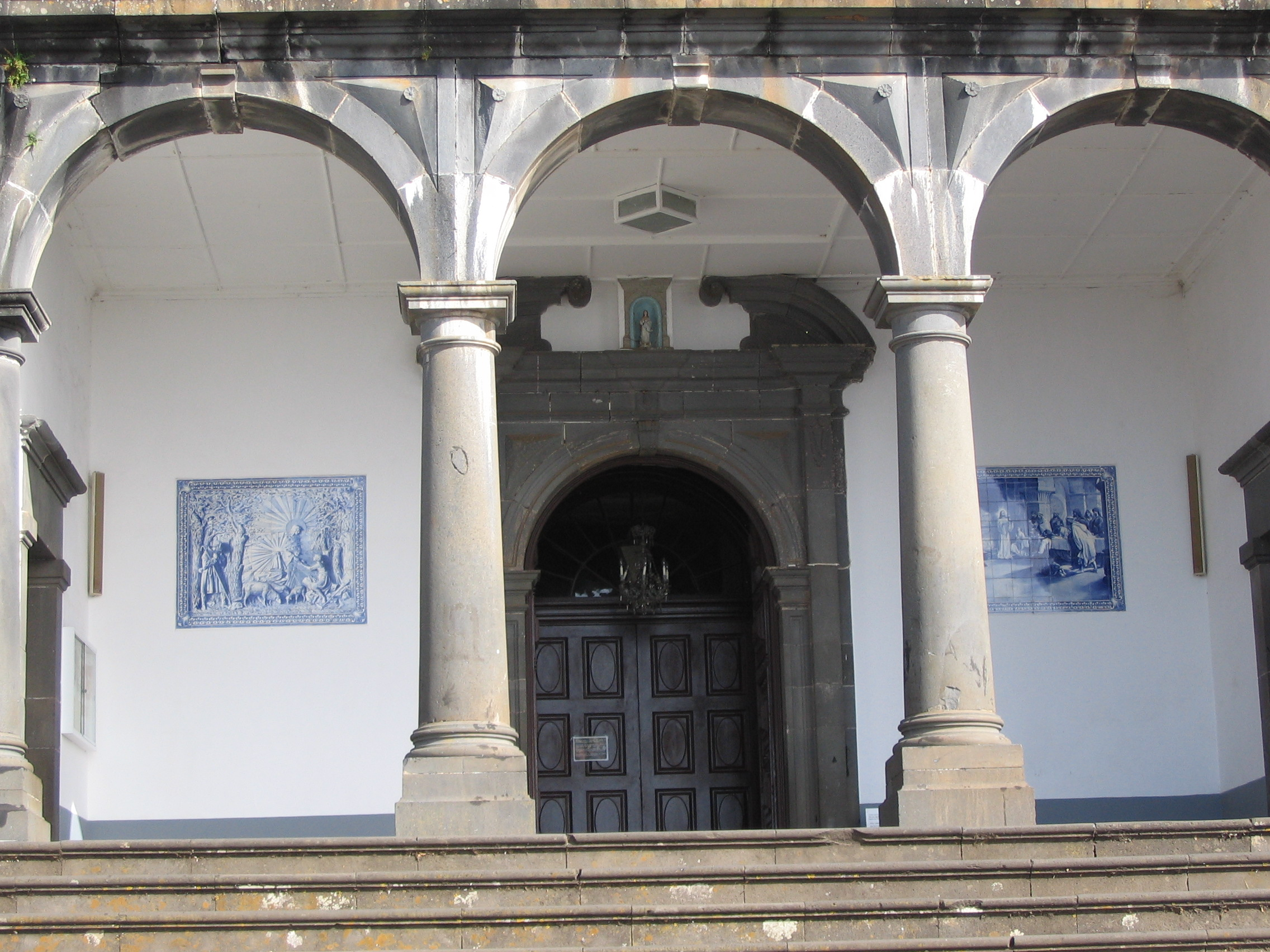
A Miasszonyunk templomának bejárata a csempeképekkel
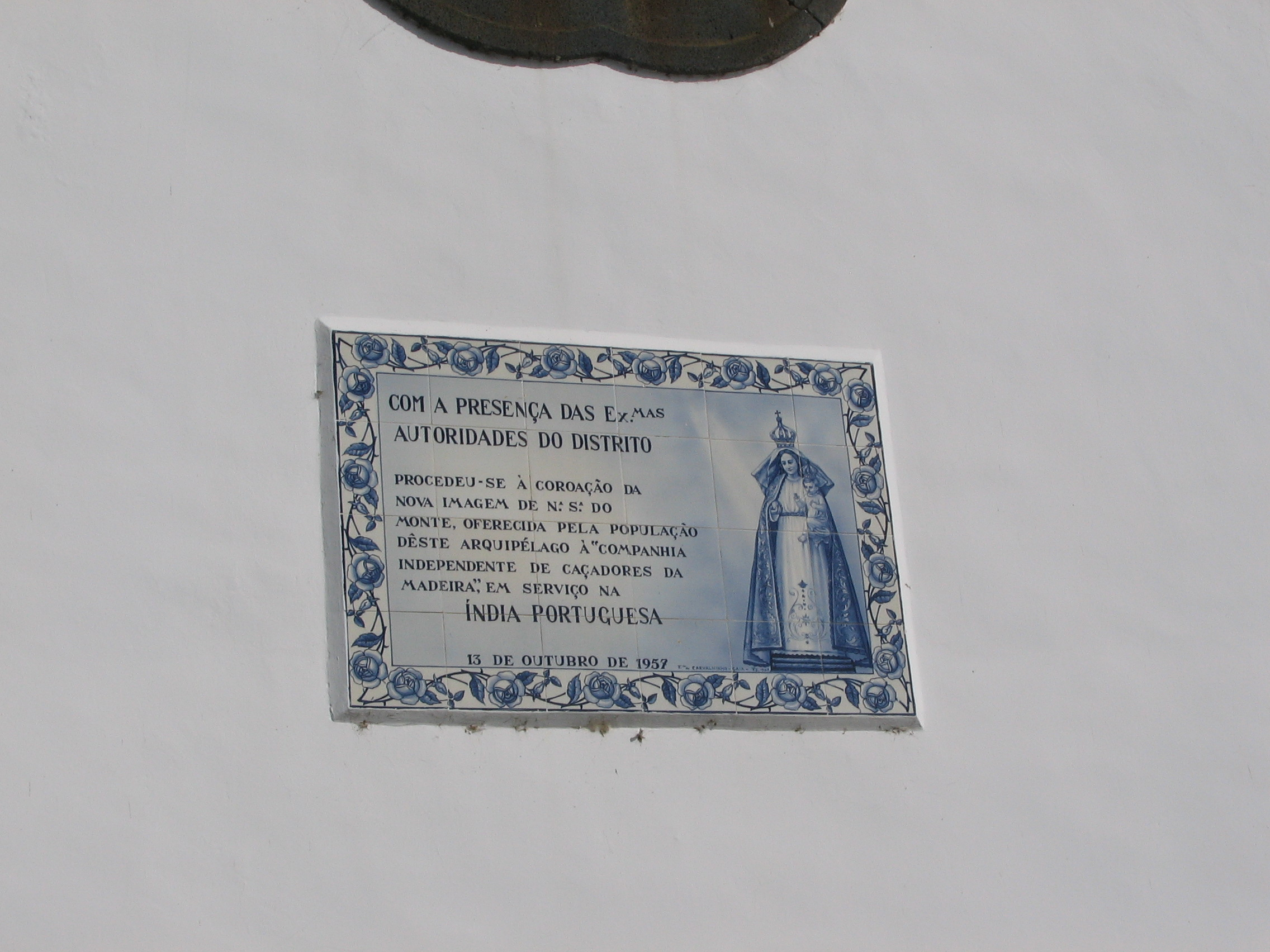
A Montei Szűzanya (Nossa Senhora do Monte) csempeképe a Miasszonyunk templomának bejárata előtt
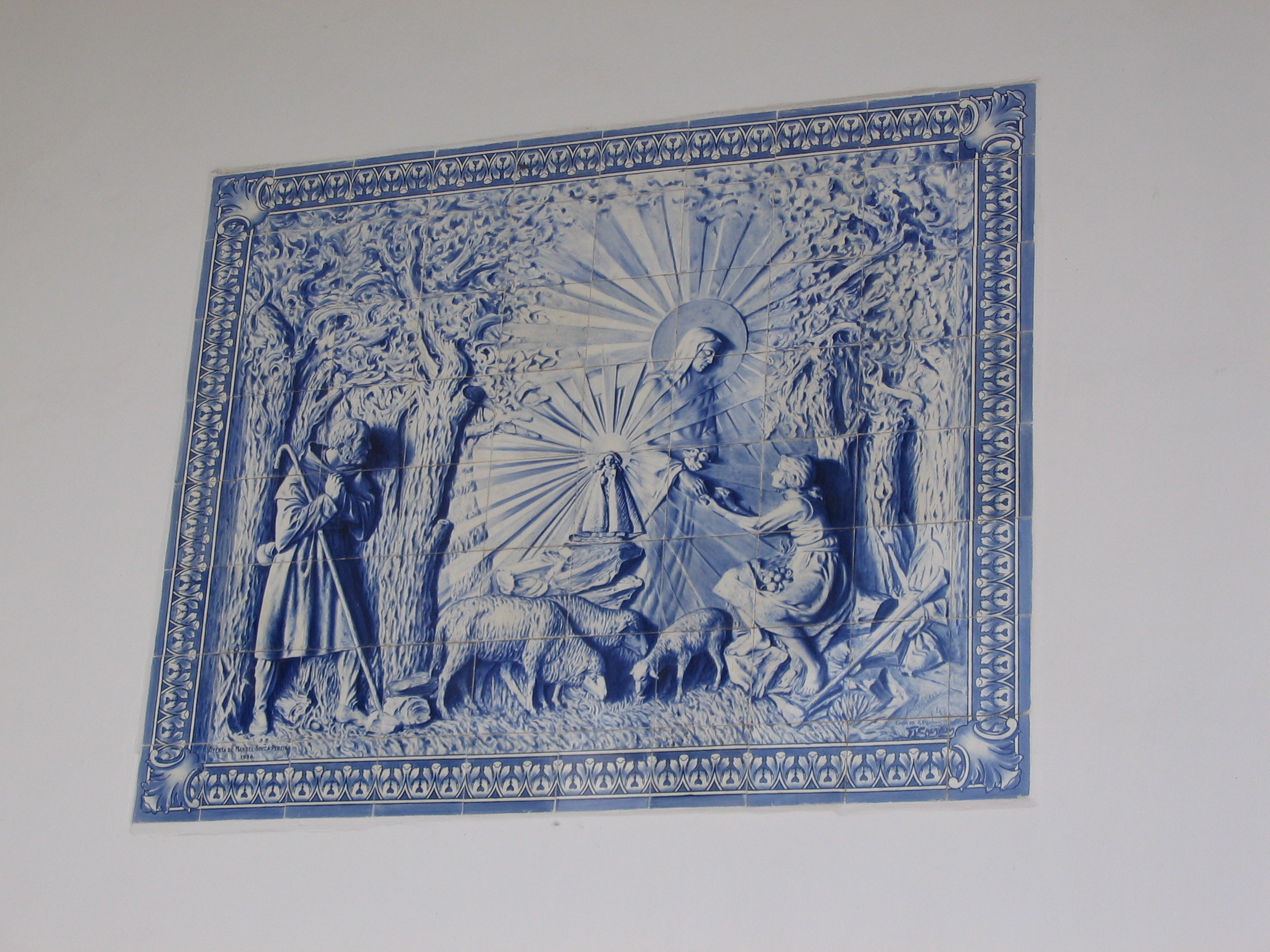
A Montei Szűzanya (Nossa Senhora do Monte) megjelenik a pásztorlánykának (azulejo a Miasszonyunk templomának bejárata mellett)
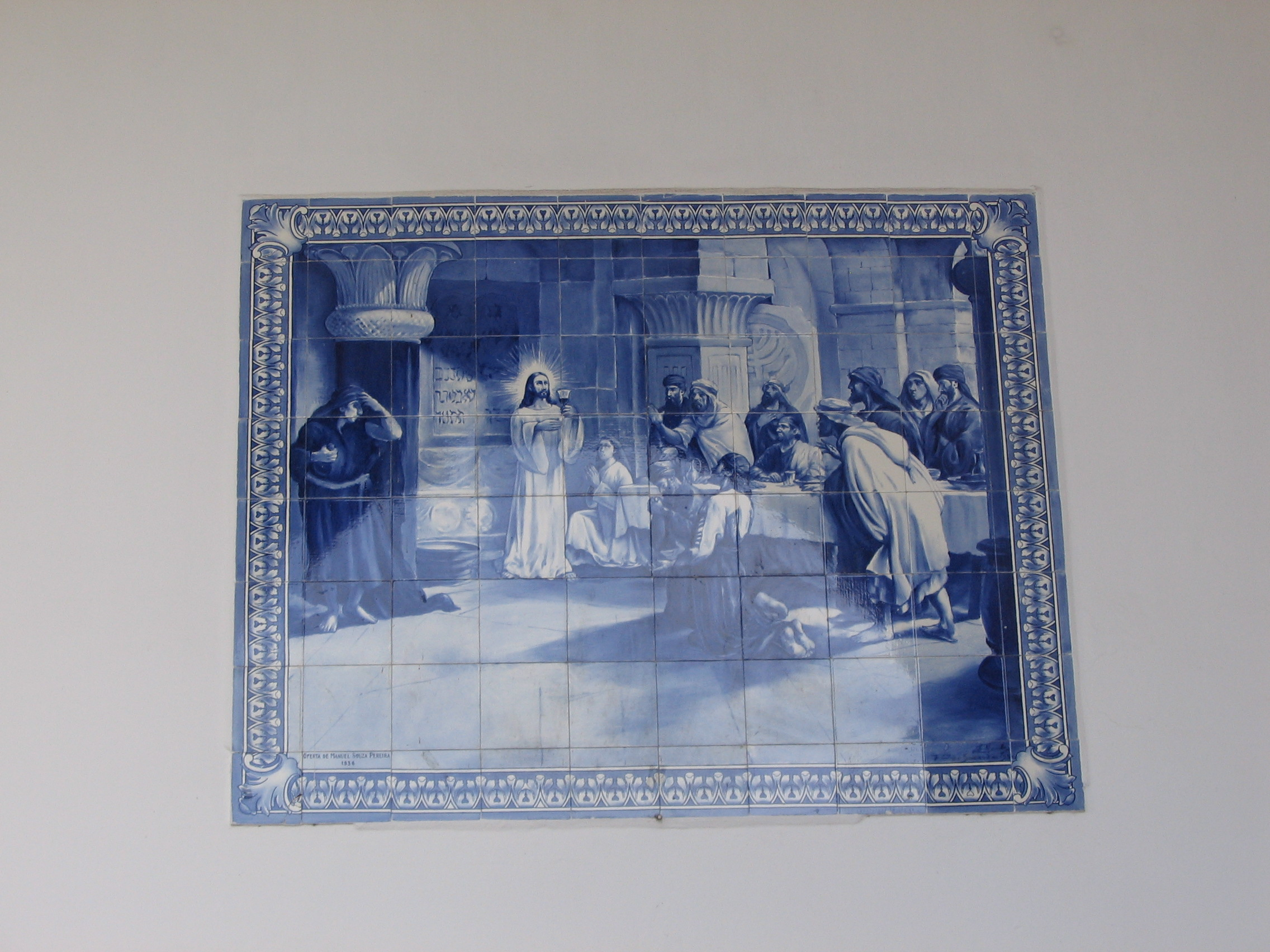
Az utolsó vacsora csempeképe a Miasszonyunk templomának bejárata mellett)
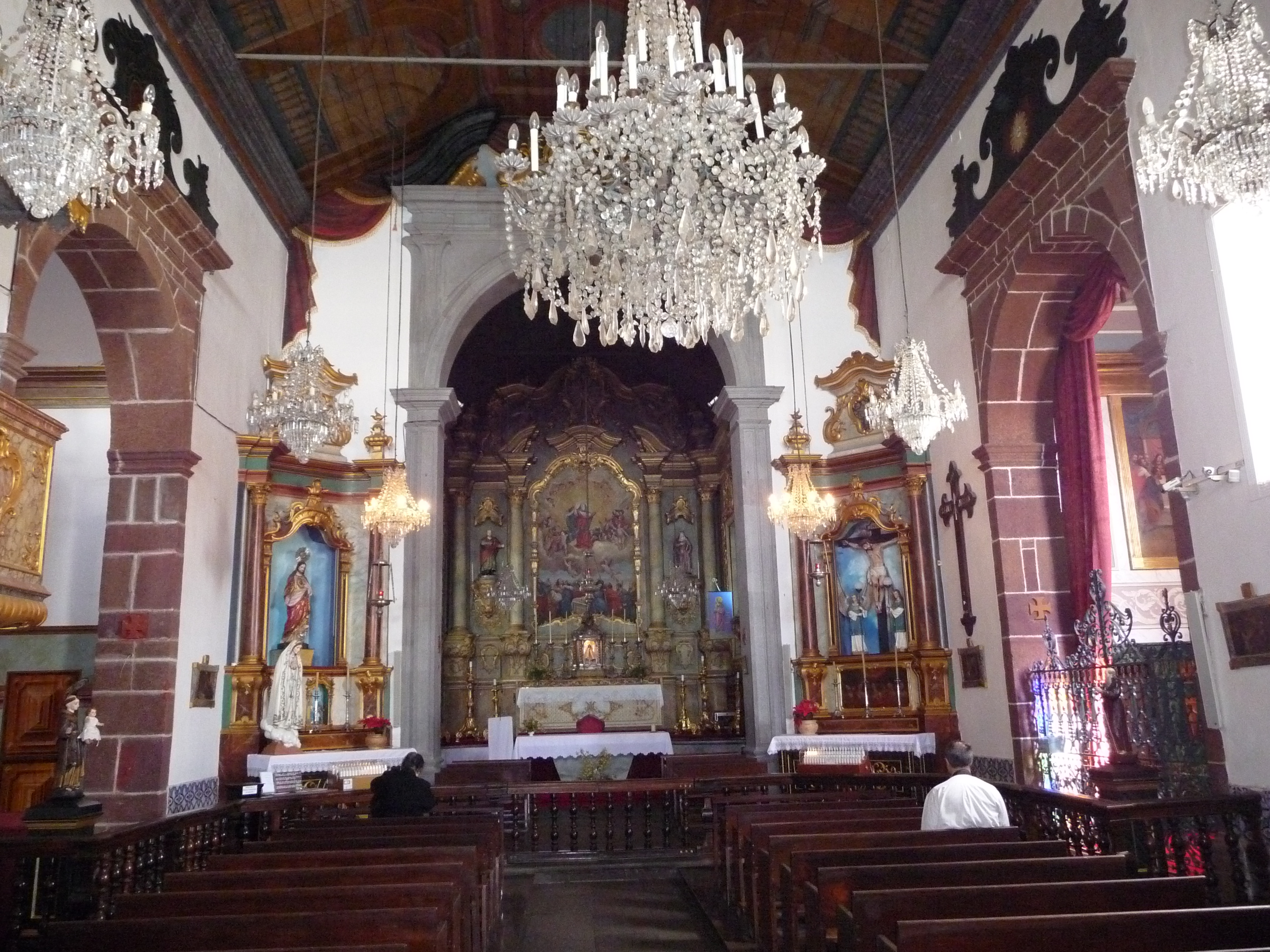
A Miasszonyunk templomának belseje
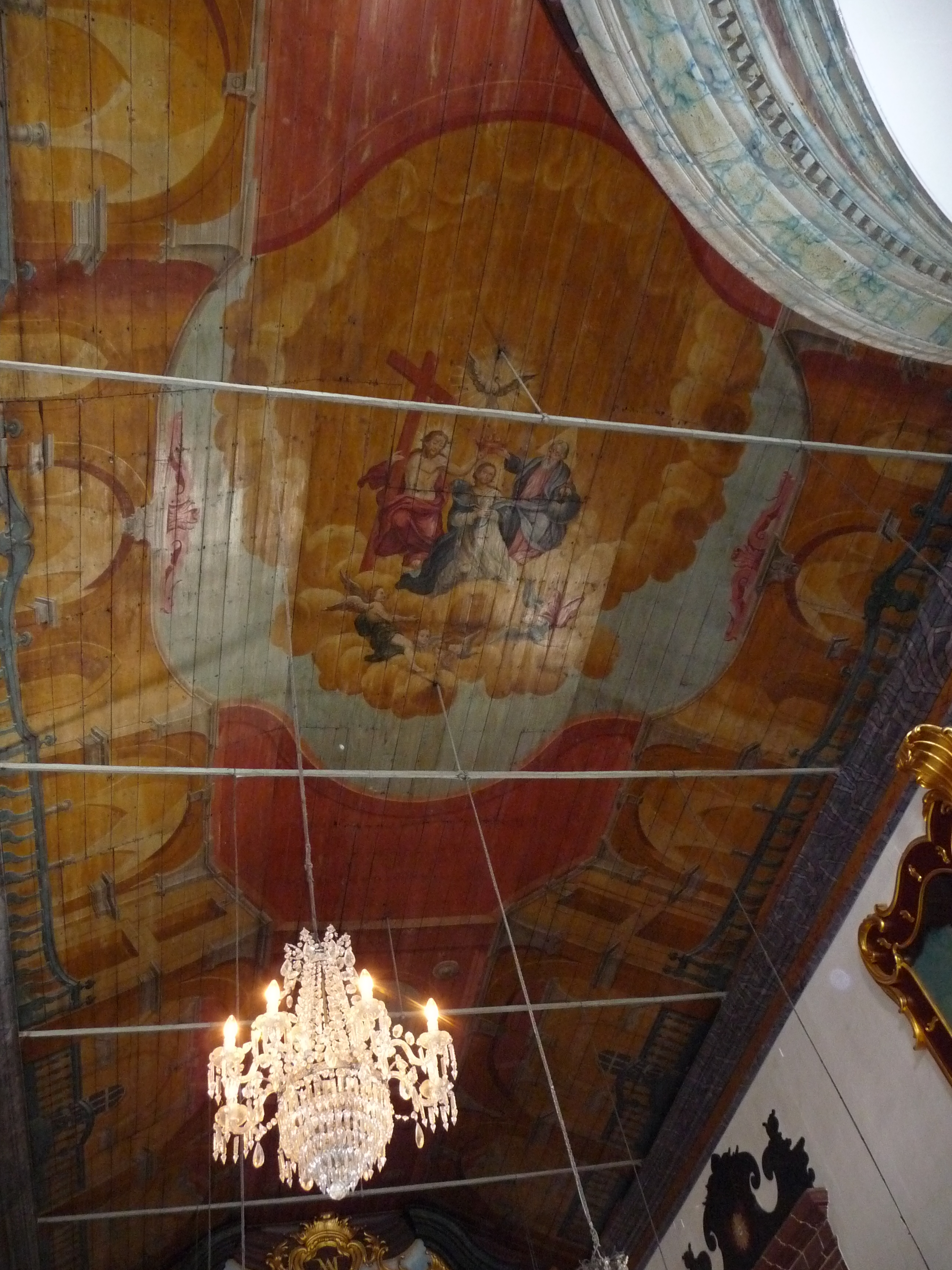
A Miasszonyunk templomának faburkolatú mennyezete
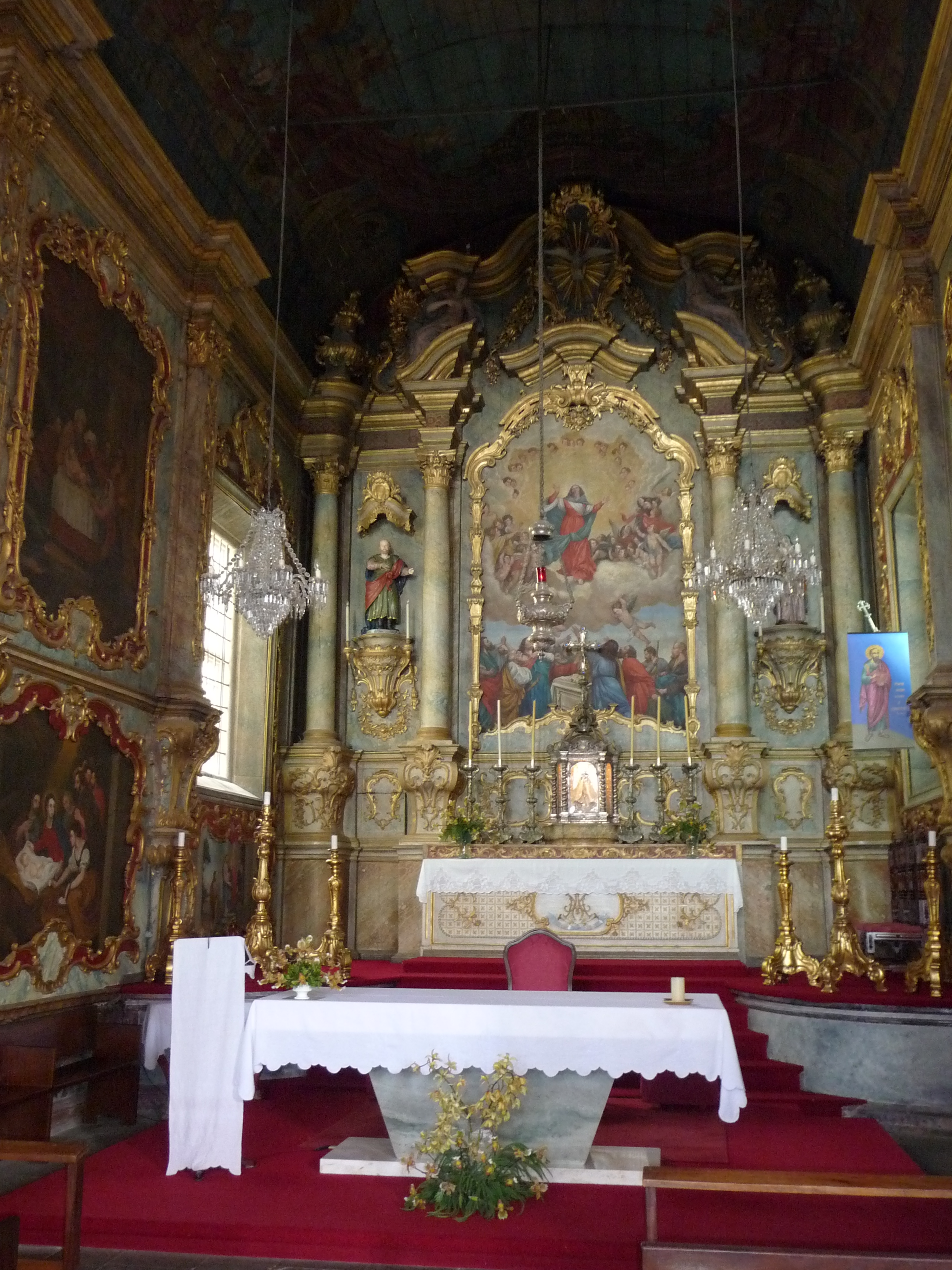
A Miasszonyunk templomának oltára
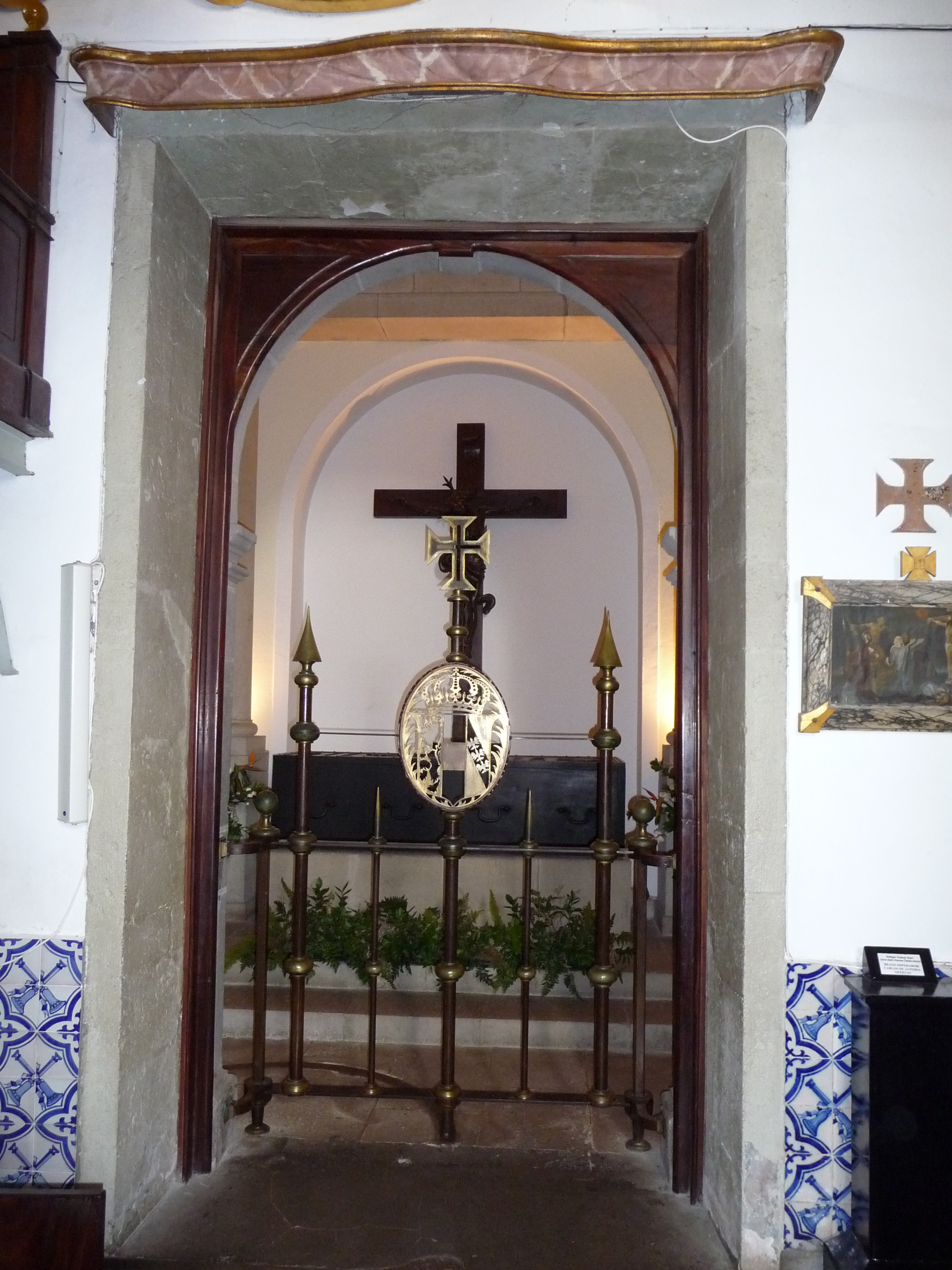
A Miasszonyunk templomának oldalkápolnája  IV. Károly magyar király sírjával

## Egyéb látnivalók

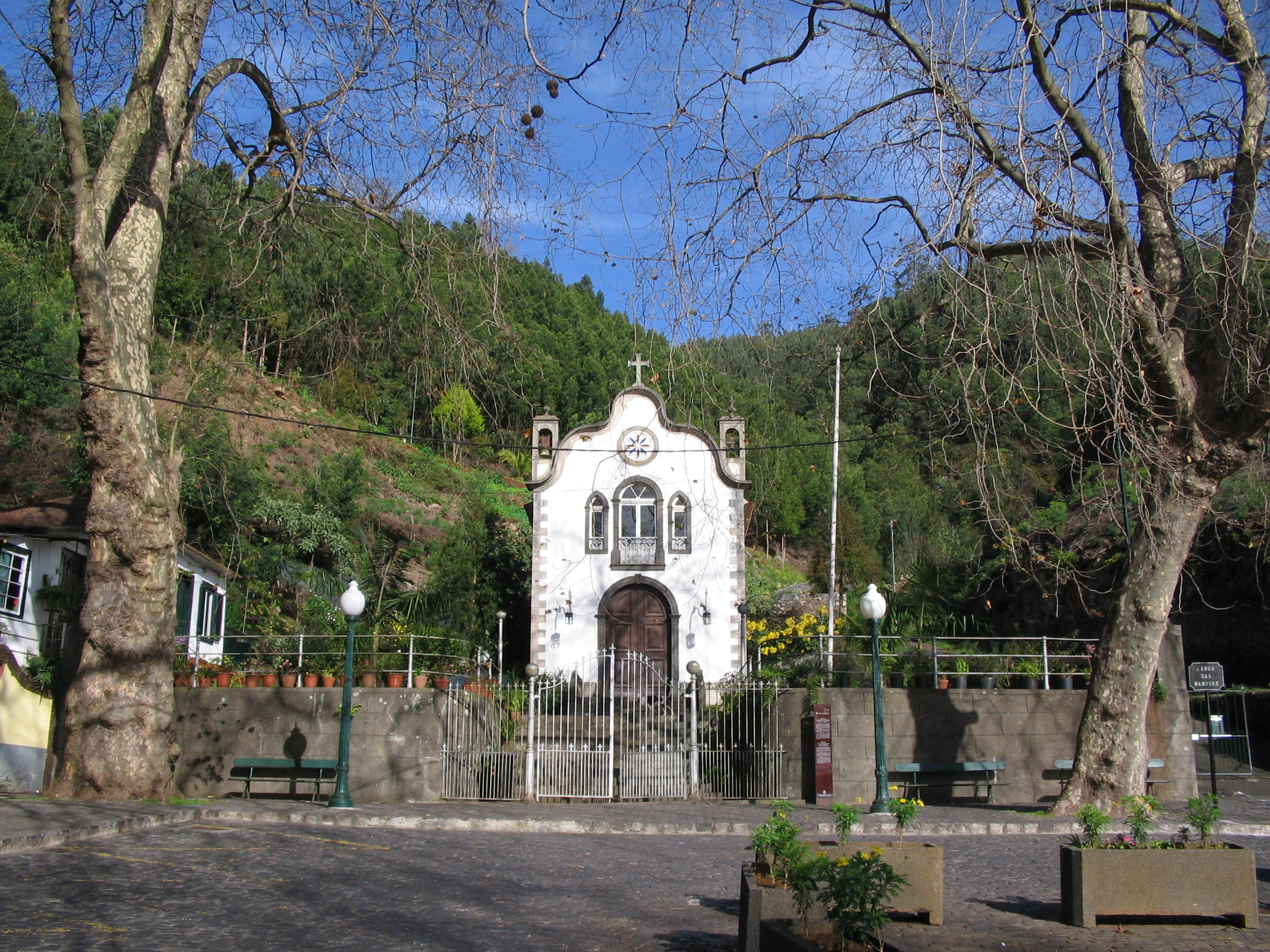
A Szeplőtelen fogantatás kápolnája

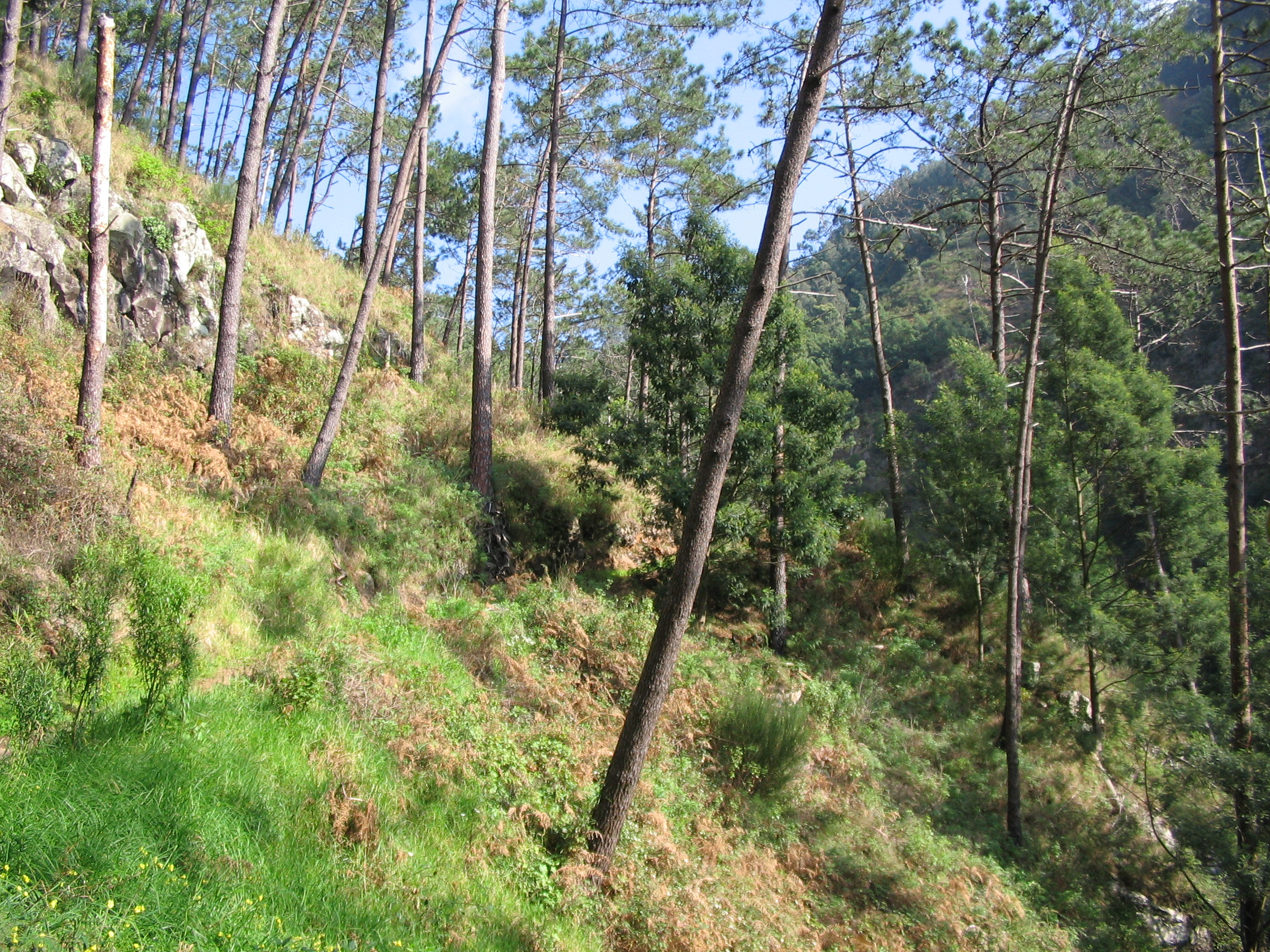
A Ribeira das Cales patak völgye Monte fölött

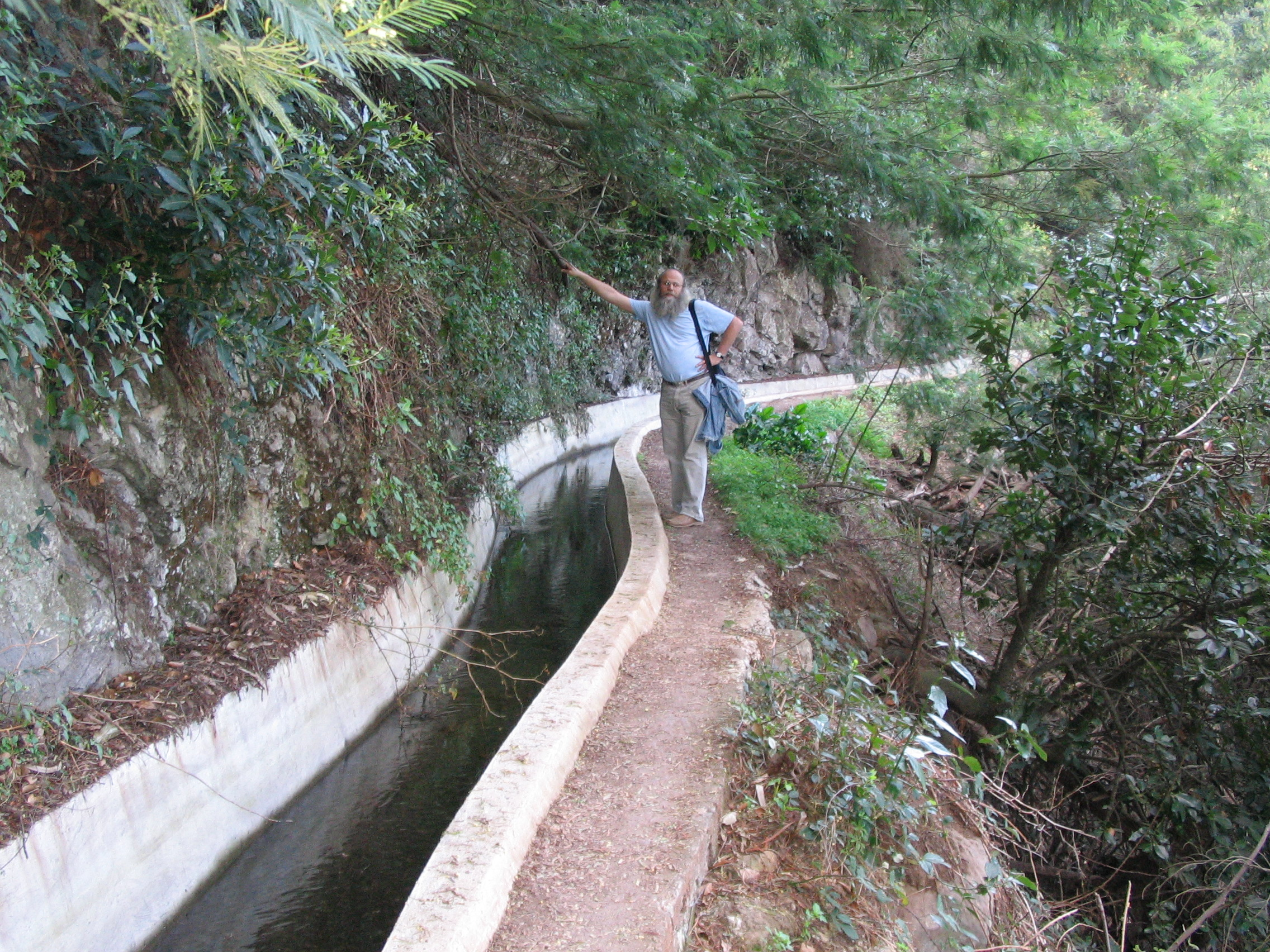
A Levada dos Tornos turistaútja

- A templom alatti mély szurdokvölgyön borostyánnal benőtt híd vezet át – a 2. világháború előtt ezen járt a fogaskerekű vasút. Nem messze a hídtól még áll a régi vasútállomás sárga épülete.

Ettől nem messze a Fonte do Largo márvány díszkút egyúttal a Montei Szűzanya szentélye is; a hívők virágokkal díszítik és gyertyákat gyújtanak Szűz Mária tiszteletére.
- A két felvonó közti sétaút mellett áll a Szeplőtelen fogantatás kápolnája. IX. Piusz pápa 1854. december 8-án fogalmazta meg a szeplőtelen fogantatás hittételét. Ennek ötvenedik évfordulóját nagy pompával ünnepelték meg Madeirán 1904. december 9-én. Ekkor határozták el, hogy kápolnát emelnek a kereszténység kialakulását lehetővé tevő esemény tiszteletére. Az építkezéshez szükséges anyagiak jó részét közadakozásból teremtették elő. Orleáns-i Amélia hercegnő, Diplomata Károly király felesége, aki 1901-ben ellátogatott a szigetre, egy értékes ezüst imazsámollyal járult a gyűjtés sikeréhez. A kápolna alapkövét 1906 elején helyezték el, és az építkezést még abban az évben be is fejezték.

A romantikus stílusú építményhez öt lépcsőn juthatunk föl. A kápolna előtti teraszról jó kilátás nyílik a Ribeira de João Gomes patak völgyére. Az épületben áll egy szép márvány szenteltvíztartó. A négy festett üvegablak Ricardo Leone munkája.
- A botanikus kerthez vezető kis felvonó kötélpályája a Ribeira das Cales völgyén (a Ribeira de João Gomes bal oldali oldalvölgyén) kel át. Ebben a völgyben indul a sziget egyik legkönnyebben megközelíthető és legkönnyebben bejárható turistaútja, amely a völgytalp elérése után a Levada dos Tornos, majd a Levada da Serra levada mentén, Funchal Curral dos Romeiros és Quinta do Pomar negyedeit érintve, a botanikus kert fölött vezet Camachába.